# Acoustic EP
Acoustic EP — лімітоване видання мініальбому американського пост-гранж гурту 3 Doors Down, реліз якого відбувся у червні 2005 року на Universal Records. Платівка була ексклюзивно представлена у мережі магазинів Best Buy для промо студійного альбому Seventeen Days та концертного туру гурту разом зі Staind та Breaking Benjamin. Наразі диску вже не має у продажу, проте у 2006 році відбувся реліз платівки на iTunes. Після виходу альбом досяг 38 місця по продажам у США та 49 у Австралії.

## Список композицій
Всі пісні написані учасниками 3 Doors Down
1. «Let Me Go» (Acoustic) — 3:47
2. «Landing in London» (Acoustic) — 4:44
3. «Here Without You» (Acoustic) — 3:52
4. «Be Somebody» (Acoustic) — 3:09
5. «My World» (Acoustic) — 3:00